# اندیس غرب چشمه استاد
غرب چشمه استاد یک اندیس فلزی است که در حوالی شهر مهرود استان خراسان قرار دارد و مادهٔ معدنی موجود در آن، مس است.سنگ میزبان این اندیس تونالیت است  در این اندیس، پاراژنز‌های اپیدوت ، کوارتز یافت می‌شوند.